# Vallsjön (Dorotea socken, Lappland, 713549-151490)
Vallsjön är en sjö i Dorotea kommun i Lappland och ingår i Ångermanälvens huvudavrinningsområde. Sjön har en area på 0,215 kvadratkilometer och ligger 267,9 meter över havet.

## Delavrinningsområde
Vallsjön ingår i det delavrinningsområde (713025-151601) som SMHI kallar för Utloppet av Bellvikssjön. Medelhöjden är 306 meter över havet och ytan är 46,67 kvadratkilometer. Räknas de 225 avrinningsområdena uppströms in blir den ackumulerade arean 2 403,48 kvadratkilometer. Näsån (Långselån) som avvattnar avrinningsområdet har biflödesordning 3, vilket innebär att vattnet flödar genom totalt 3 vattendrag innan det når havet efter 213 kilometer. Avrinningsområdet består mestadels av skog (63 procent). Avrinningsområdet har 9,12 kvadratkilometer vattenytor vilket ger det en sjöprocent på 19,5 procent.